# Episodi di Lucifer (quinta stagione)
La quinta stagione della serie televisiva Lucifer, composta da 16 episodi, è stata distribuita sulla piattaforma di streaming on demand Netflix in due parti da otto episodi ciascuna, in tutti i territori in cui il servizio è disponibile. La prima parte è stata pubblicata il 21 agosto 2020, mentre la seconda il 28 maggio 2021.
L'antagonista principale della stagione è Micheal.
| n°            | Titolo originale                       | Titolo italiano               | Pubblicazione  |
| Prima parte   | Prima parte                            | Prima parte                   | Prima parte    |
| ------------- | -------------------------------------- | ----------------------------- | -------------- |
| 1             | Really Sad Devil Guy                   | Un povero diavolo             | 21 agosto 2020 |
| 2             | Lucifer! Lucifer! Lucifer!             | Lucifer! Lucifer! Lucifer!    | 21 agosto 2020 |
| 3             | ¡Diablo!                               | ¡Diablo!                      | 21 agosto 2020 |
| 4             | It Never Ends Well for the Chicken     | La fine del pollo             | 21 agosto 2020 |
| 5             | Detective Amenadiel                    | Detective Amenadiel           | 21 agosto 2020 |
| 6             | BluBallz                               | BlueBallz                     | 21 agosto 2020 |
| 7             | Our Mojo                               | Il nostro potere              | 21 agosto 2020 |
| 8             | Spoiler Alert                          | Spoiler alert                 | 21 agosto 2020 |
| Seconda parte |                                        |                               |                |
| 9             | Family Dinner                          | Cena in famiglia              | 28 maggio 2021 |
| 10            | Bloody Celestial Karaoke Jam           | Maledetto karaoke celestiale  | 28 maggio 2021 |
| 11            | Resting Devil Face                     | Faccia da diavolo             | 28 maggio 2021 |
| 12            | Daniel Espinoza: Naked and Afraid      | Daniel Espinoza nudo e crudo  | 28 maggio 2021 |
| 13            | A Little Harmless Stalking             | Un po' di stalking innocente  | 28 maggio 2021 |
| 14            | Nothing Lasts Forever                  | Nulla è per sempre            | 28 maggio 2021 |
| 15            | Is This Really How It's Going To End?! | Ma è così che andrà a finire? | 28 maggio 2021 |
| 16            | A Chance at a Happy Ending             | Il lieto fine... o no?        | 28 maggio 2021 |

## Un povero diavolo
- Titolo originale: Really Sad Devil Guy
- Diretto da: Eagle Egilsson
- Scritto da: Jason Ning

### Trama
Lucifer, all'Inferno, tormenta un criminale vittima di omicidio nonché sua vecchia conoscenza, mentre Chloe e Maze indagano proprio su quel caso. Nel frattempo Amenadiel, divenuto il nuovo titolare del Lux, cerca di ripulire il club insieme a Dan dai loschi giri che Lucifer permetteva, mentre Linda si impegna a crescere il piccolo Charlie come un genio. Nel corso del caso Chloe, che allontana Maze in quanto pensa che la usi solo per colmare il vuoto lasciato da Eve e Lucifer, si trova in difficoltà in uno scontro a fuoco; Lucifer interviene per aiutarla e non appena terminato lo scontro i due si baciano. In realtà, però, quello ricomparso a Los Angeles non è il vero Lucifer, che è ancora all'inferno.

## Lucifer! Lucifer! Lucifer!
- Titolo originale: Lucifer! Lucifer! Lucifer!
- Diretto da: Sherwin Shilati
- Scritto da: Ildy Modrovich

### Trama
Michael, l'angelo gemello di Lucifer, comincia ad impersonare il fratello in modo da rubare la sua identità. Le sue azioni però portano a dei sospetti, in quanto si comporta in modo opposto a Lucifer: prima mente ad Ella, poi, nel corso del caso di omicidio della puntata, si mostra attento ai dettagli, minuzioso, non usa l'impeto o la violenza, non beve alcool e non usa il suo potere. Michael giustifica le sue azioni dicendo che in realtà ha passato millenni all'inferno, quando sulla Terra sono passati solo due mesi, per cui è inevitabile che alcune cose siano cambiate. Chloe tuttavia non è convinta e ne parla anche con Linda; Michael invece, sempre più convinto di voler rovinare la vita al fratello, stringe un patto inaspettato con Maze: i due si fanno trovare a letto da Chloe, la quale sconvolta lascia l'attico di Lucifer. I sospetti di Chloe diventano più fondati, anche perché Michael rivela il suo potere, ovvero scoprire le paure più profonde delle persone e non i desideri, tuttavia lei regge il gioco e nel corso del caso, Michael salva Chloe da un inevitabile investimento e comincia a pensare che anziché rovinare la vita del fratello, potrebbe prenderla. Chloe dice a Michael di accettare questa nuova versione di Lucifer e si dice pronta a continuare la loro relazione. I due quindi si vedono all'attico, ma Chloe aveva solo intenzione di smascherarlo: infatti gli spara, dimostrando che non è Lucifer. Michael confessa la sua identità, ma rivela a Chloe anche il segreto della sua esistenza. Anche Amenadiel scopre l'identità del fratello, per cui decide di scendere all'inferno per informare Lucifer di quanto sta accadendo.

## ¡Diablo!
- Titolo originale: ¡Diablo!
- Diretto da: Claudia Yarmy
- Scritto da: Mike Costa

### Trama
Amenadiel riferisce a Lucifer che sulla Terra Michael sta cercando di impossessarsi della sua vita; Lucifer quindi decide di tornare sulla Terra per un breve periodo, lasciando Amenadiel a guardia dei demoni. Non appena tornato sulla Terra, Lucifer torna in centrale e incontra Chloe; dopo avergli mostrato che è realmente lui, i due si abbracciano felici, ma poco dopo Chloe gli chiede se fosse vero quanto detto da Michael, ovvero che lei è un dono di Dio messo sulla Terra per Lucifer. Questo, dato che non può mentire, le conferma quanto detto dal fratello, per cui Chloe decide di allontanarsi per riflettere. I due però si incontrano sulla scena di un nuovo crimine: la vittima questa volta è lo scrittore di una serie televisiva chiamata ¡Diablo! che si ispira alla vita di Lucifer e dei suoi amici, dato che il diavolo aveva più volte raccontato allo scrittore delle sue avventure sulle scene del crimine. Anche in questa serie vi è una detective, la detective Dancer, una caricatura di Chloe. Dopo la morte anche di Diablo, il protagonista, le indagini fanno capire a Chloe e parallelamente a Lucifer che l'assassino è proprio la detective Dancer. Maze intanto litiga con Lucifer, accusandolo di averla abbandonata sulla Terra e di essere tornato a casa. Lucifer, provato dai litigi e dalle incomprensioni, riceve la visita di Michael: i due litigano prima verbalmente, in quanto Michael gli dice che in realtà lo ha sempre manipolato e ha sempre pensato prima di lui le azioni che poi Lucifer ha messo in atto, e poi fisicamente e alla fine del loro duello Lucifer sfregia il volto del fratello con un pugnale di Maze. In seguito Lucifer si reca da Chloe per sfogarsi, essendo stato da sempre manipolato, ma Chloe si dice non pronta a sentire i suoi discorsi dopo quello che ha scoperto e lascia l'appartamento. Poco dopo anche Maze arriva a casa di Chloe, ma vi trova solo Michael: Maze minaccia di ucciderlo, ma lui le dice che in realtà dovrebbero allearsi contro Lucifer, dato che il diavolo le nasconde un importante segreto.

## La fine del pollo
- Titolo originale: It Never Ends Well for the Chicken
- Diretto da: Viet Nguyen
- Scritto da: Aiyana White

### Trama
È la serata dei giochi all'attico di Lucifer: Chloe però non si presenta a differenza di Trixie, la quale, dicendo che sarebbe noioso giocare in due, chiede a Lucifer di raccontarle una storia, in particolare la storia del suo anello. Da questo momento la puntata cambia ambientazione, si passa al 1946 a New York City, dove Lucifer continua ad essere ovviamente se stesso, ma tutti gli altri personaggi cambiano ruolo; di particolare rilevanza è la presenza in questa puntata di Lilith, la madre di Maze, identica a sua figlia, la quale racconta che dalla relazione con Adam sono nati dei bambini che lei ha portato all'inferno, affinché Lucifer potesse avere un suo esercito. A Lilith viene rubato il suo anello, fatto con una pietra che lei aveva preso dall'Eden prima di lasciarlo definitivamente: di conseguenza Lucifer, essendo in debito con lei, dovrà aiutarla a ritrovare l'anello. Attraverso una serie di peripezie e indagini, a cui prende parte il detective Jack (interpretato da Chloe) e in cui i personaggi che siamo abituati a vedere hanno tutti delle vesti nuove, l'anello viene ritrovato. Lilith però, stufa della sua condizione, cede il suo anello a Lucifer, rinunciando alla sua immortalità e a rivedere i suoi figli, per vivere gli anni che le restano con la consapevolezza che ci sarà una fine; inoltre fa promettere a Lucifer di non rivelare nulla di tutto ciò ai suoi figli. Nel presente, Trixie riferisce la storia a Maze, la quale ritrova sua madre, ormai anziana, in un appartamento. Maze le chiede il motivo dell'abbandono e Lilith le dice solamente che lo ha fatto per farli diventare forti, esattamente come Maze è adesso. Evidentemente scossa, Maze va via in lacrime.

## Detective Amenadiel
- Titolo originale: Detective Amenadiel
- Diretto da: Sam Hill
- Scritto da: Joe Anderson

### Trama
Maze, sconvolta dagli eventi della puntata precedente, si reca da Linda per sfogarsi e dice che è impensabile che una madre abbandoni i propri figli; Linda quindi le confessa che molti anni prima, quando aveva appena 17 anni, aveva avuto una bambina, ma non essendo in grado all'epoca di garantirle un futuro adeguato, l'aveva data in adozione; Maze, sentito questo, lascia lo studio della dottoressa. Lucifer scopre che Amenadiel è tornato dall'inferno, in quanto Dio gli ha parlato dicendogli che poteva tornare sulla Terra, perché all'inferno la situazione sarebbe rimasta sotto controllo. Intanto vi è un nuovo omicidio: una aspirante suora è stata trovata morta in un convento. Per questo caso Chloe, ancora scossa per gli eventi, chiede aiuto ad Amenadiel, per il quale le suore provano una naturale attrazione, che le spinge a rivelargli diversi dettagli. Nel frattempo il caso viene seguito anche da Lucifer e Dan, in centrale. Maze intanto trova la figlia ormai adulta di Linda, Adriana, una agente immobiliare; le due quindi si recano presso una casa in vendita per incontrarla e Maze vorrebbe svelarle la verità, ma Linda le chiede di non farlo. Maze quindi torna a trovare sua madre, ma scopre che è morta e viene presa da rabbia e frustrazione. Le indagini sul caso portano a scoprire chi è l'assassino, ossia l'amante della aspirante suora, e dopo aver risolto insieme il caso Amenadiel parla con Chloe facendola riflettere: le dice infatti che in realtà non è lei il reale dono di Dio, ma quanto il fatto che lei è l'unica a vedere Lucifer in modo diverso rispetto a tutti gli altri, ovvero per chi è realmente; le dice inoltre che, secondo lui, Lucifer sceglie di essere vulnerabile vicino a lei. Intanto Maze parla con Linda, dicendole che sua figlia deve avere la possibilità di scegliere se conoscerla o meno e le dice che non ha potuto dire nulla a sua madre in quanto morta: le due commosse si abbracciano. Infine Chloe va a trovare Lucifer e gli dice di aver riflettuto: afferma che se lui sceglie di essere vulnerabile quando lei è vicino, allora anche lei sceglie di essere vulnerabile quando lui è vicino: i due quindi, riappacificati, si baciano.

## BlueBallz
- Titolo originale: BluBallz
- Diretto da: Richard Speight Jr.
- Scritto da: Jen Graham Imada

### Trama
Lucifer e Chloe, subito dopo essersi baciati, arrivano insieme su una nuova scena del crimine e Chloe confessa ad Ella cosa era accaduto poco prima tra i due. Il crimine in questione è il presunto omicidio del DJ Pexxa a causa di una manomissione delle sue cuffie. Allo stesso evento doveva esibirsi anche Jed, ex fidanzato di Chloe. Ella intanto, sulla scena del crimine, conosce Pete, un reporter che le chiede aiuto per scrivere alcuni pezzi. Attraverso le indagini Chloe capisce che in realtà il reale obiettivo era Jed, ragion per cui Chloe vuole che venga controllato e Lucifer si offre di portarlo al suo attico; in realtà Lucifer vuole dei consigli da Jed, visto che fu la detective a lasciarlo e a seguito di quello che Jed gli dice decide di fare il misterioso con Chloe, non rispondendo alle sue telefonate. Per stanare l'assassino, che si pensa essere una fan accanita, Chloe organizza una serata al Lux per una operazione sotto copertura, a cui prendono parte anche Ella, Maze e Linda. Maze si comporta come si comporterebbe Ella nella sua quotidianità, per cercare di legare con qualcuno e smettere di sentirsi abbandonata, senza tuttavia riuscirci; Linda invece scappa dalla sua situazione familiare, con il piccolo Charlie che non fa altro che piangere. Nel frattempo in aiuto di Amenadiel arrivano Lucifer, Jed e Dan: mentre sono intenti a calmare Charlie, Jed si allontana e raggiunge il Lux dove inizia a suonare i suoi pezzi. La sua presenza aiuta Chloe a scovare l'assassino, che era in realtà il marito di una fan. Nel frattempo a casa di Linda, Lucifer calma Charlie con la sua faccia da diavolo; quando Dan si allontana per tornare a casa, riceve una telefonata apparentemente da Lucifer, che gli chiede di tornare indietro: in questo modo Dan, da fuori, vede la faccia di Lucifer. La chiamata era stata però fatta da Michael, intento ad attuare i suoi piani. Sul finale, Lucifer e Chloe si ritrovano, dopo aver passato tutto il giorno distanti; si scusano e si salutano, promettendosi di vedersi il giorno dopo, ma mentre Chloe va via, i due iniziano a guardarsi intensamente e si lasciano andare, passando finalmente la notte insieme.

## Il nostro potere
- Titolo originale: Our Mojo
- Diretto da: Nathan Hope
- Scritto da: Julia Fontana

### Trama
Lucifer e Chloe si svegliano dopo la notte passata insieme, palesemente felici; questa felicità viene leggermente scalfita quando Lucifer si rende conto che Chloe può usare il suo potere su di lui, dopo avergli chiesto cosa desidera davvero. Si passa alla scena del crimine: una cantante lirica morta a seguito dell'iniezione di un paralizzante e a cui sono state recise le corde vocali. Sulla scena del crimine Lucifer si rende conto di aver perso il suo potere, che sembra essere passato a Chloe, ma nel corso delle indagini si scopre che Chloe non è in grado di far affiorare i desideri nascosti delle persone. Ella intanto confessa a Chloe di aver iniziato una relazione con Pete, convinta di aver finalmente trovato un ragazzo buono e gentile. Le indagini sul caso continuano e i due si ritrovano di fronte ad un nuovo omicidio, con lo stesso modus operandi (e nel contempo si trovano ad affrontare il fatto che Lucifer ha perso i suoi poteri): i due riescono a capire chi è il killer e, recandosi nel palazzo dove vive, scoprono, con l'aiuto di Ella e Pete, chi è la prossima vittima: una donna che abita nello stesso palazzo. Lucifer e Chloe si dividono alla ricerca del killer ed è lui a trovarlo per primo; il killer però gli inietta il paralizzante e lo porta nella stanza dove si sarebbe svolto poi l'omicidio. Chloe trova l'appartamento e vede Lucifer immobile: questo con gli occhi le fa capire che il killer è dietro di lei e dopo averlo affrontato la detective riesce ad arrestarlo. Al termine del caso, Lucifer torna nell'attico e trova Chloe intenta a lavorare, in quanto secondo lei il caso non era ancora del tutto risolto; i due intanto cominciano a pensare che il vivere insieme possa diventare la normalità, nonostante Lucifer sia ancora frustrato per la mancanza dei suoi poteri. Mentre Chloe si allontana, Lucifer sente la porta del suo ascensore aprirsi: è Dan, il quale, nel corso della puntata, scosso per aver visto la faccia demoniaca di Lucifer, si era recato sulla tomba di Charlotte per chiederle un aiuto. Qui gli appare Michael, il quale dice a Dan che ha un solo modo per salvare se stesso dall'inferno e proteggere i suoi cari: Dan estrae la pistola e mentre Chloe lo guarda impietrita, lui spara a Lucifer.

## Spoiler alert
- Titolo originale: Spoiler Alert
- Diretto da: Kevin Alejandro
- Scritto da: Chris Rafferty

### Trama
Dan ha sparato a Lucifer, il quale sembra essere privo di vita. Dopo qualche secondo però Lucifer torna in sé e mentre Chloe litiga con Dan, Lucifer si rende conto di essere completamente invulnerabile, anche vicino alla detective. Mentre Lucifer cerca un modo di farla pagare a Dan, Chloe ripensa al caso del killer del sussurro, in quanto capisce che le prime tre vittime sono state assassinate da qualcun altro. Mentre fa le sue ricerche, scoperti nuovi indizi, chiama Lucifer per aggiornarlo, ma mentre parla al telefono viene rapita: Lucifer, essendo impegnato a creare un piano contro Dan, lo scopre solo dopo aver sentito il suo messaggio in segreteria. Con l'aiuto di Ella iniziano le indagini, partendo dai nuovi indizi che la detective aveva trovato. Questo li porta a scoprire che il presunto killer del sussurro in realtà è un imitatore e che il reale killer è ancora a piede libero. Le indagini portano Lucifer ed Ella a scoprire una nuova vittima, che in un primo momento sembrava essere Chloe. Rivelata l'identità della vittima, Maze infine tortura l'emulatore per farsi dire ciò che sapeva sul vero assassino e l'uomo è costretto dopo il trattamento di Maze a svelare tutto. Grazie alle informazioni ottenute i due scoprono che il killer era solito scegliere le sue prede in un ristorante, motivo per cui Lucifer si reca lì per vedere i video dei filmati di sicurezza che gli fanno capire chi è l'assassino. Nel frattempo egli riacquista il suo potere.
Ella intanto si reca a casa di Pete, in quanto quest'ultimo le aveva dato una copia delle chiavi di casa come passo avanti nella loro relazione, per prendere i fascicoli che lui le aveva lasciato. Scopre così che a casa del ragazzo c'è una stanza segreta in cui nasconde i gigli che vengono ritrovati con le vittime e le siringhe contenenti il paralizzante. Mentre mette in ordine però Pete arriva a casa e, dopo una colluttazione, Ella gli inietta il paralizzante. Egli viene quindi arrestato ma afferma di non sapere nulla di Chloe. Si capisce così che Chloe in realtà è stata rapita da Michael, al fine di mettere in atto il suo grande piano. Dan viene recuperato da Maze mentre era ubriaco in un bar per sfogare lo shock che Chloe si fosse innamorata del diavolo. Dopo una ramanzina da parte di Lucifer Dan, saputo dai presenti della scomparsa di Chloe, decide di aiutare il gruppo a trovarla e confessa di aver fatto un patto con Michael. Lucifer fa capire a Dan che l'arcangelo lo ha ingannato. Con la collaborazione di tutti Chloe viene ritrovata e finalmente Lucifer può riabbracciarla. Tornati in centrale, Chloe chiede a Lucifer perché lui non riesce ad esprimere i suoi sentimenti. Dopo aver detto che si tratta di una questione complicata, Lucifer comincia a pronunciare le parole "ti amo" ma mentre lo fa si rende conto che il tempo si è fermato. Furioso si rivolge ad Amenadiel il quale era in centrale per parlare con Lucifer di Charlie e del fatto che fosse mortale, ma Amenadiel riferisce che non ha fermato il tempo volontariamente. In realtà è stata opera di Michael, che ha sfruttato la paura enorme di Amenadiel di perdere Charlie. Inizia quindi una sfida tra fratelli a cui prende parte anche Maze, alleata di Michael, in quanto quest'ultimo le aveva promesso un'anima, cosa che Maze desidera più di tutte per porre fine alle sue sofferenze. Mentre i fratelli combattono vengono però fermati da una luce e da una voce: è Dio, che chiede ai suoi figli di smettere di litigare.

## Cena in famiglia
- Titolo originale: Family Dinner
- Diretto da: Nathan Hope
- Scritto da: Joe Henderson

### Trama
Dio chiede a Lucifer e ai suoi fratelli di fare una cena di famiglia perché vuole passare del tempo con loro. La cena si rivela un disastro perché Michael e Lucifer litigano e quest'ultimo accusa il padre di non aver mai amato i suoi figli. Dan sta digerendo il fatto che Lucifer sia il diavolo e affianca Chloe in una nuova indagine: è stato trovato un cadavere in un minigolf e tutto fa pensare a una faida tra concorrenti. La colpevole è la fidanzata della vittima, che non accettava l'attaccamento all'azienda di famiglia del suo compagno e l'ha ucciso inavvertitamente nel tentativo di dar fuoco al minigolf. Lucifer pensa di essere come il padre, cioè incapace di amare e lo confessa a Chloe, che comprensibilmente non la prende bene. Dio esilia Michael dalla Terra, mentre Maze chiede un'anima a Dio, che gliela rifiuta perché lui l'ha creata così e trova che sia perfetta. Amenadiel scopre che il figlio Charlie è totalmente umano: potrà ammalarsi o soffrire come chiunque; chiede a Dio di poter prendere il suo posto e dare la ali al figlio, ma lui rifiuta.

## Maledetto karaoke celestiale
- Titolo originale: Bloody Celestial Karaoke Jam
- Diretto da: Sherwin Shilati
- Scritto da: Ildy Modrovich

### Trama
Il fatto che Dio sia rimasto sulla Terra crea non pochi sconvolgimenti a Lucifer: quando è nei paraggi sembra che tutte le persone siano costrette a cantare e a ballare come in un musical. Nonostante queste interferenze Chloe e Lucifer indagano sulla morte di un arbitro di football nel giro delle squadre giovanili, scoprendo che è stato avvelenato dalla moglie, stufo delle sue continue e ripetute pedanterie e lamentele. Amenadiel è amareggiato che il figlio sia un umano e offende inavvertitamente Linda dicendole, che avrebbe preferito che il bimbo avesse le ali perché gli angeli sono immortali e quindi migliori degli umani. Lucifer ospita a casa sua il padre, nel tentativo di aprire una via di dialogo con lui; al termine dell'ennesimo duetto musicale, Lucifer accusa Dio di continuare a fargli fare quello che vuole come una marionetta, e Dio ammette di non poterne fare a meno perché sospetta di aver perso il controllo sui propri poteri.

## Faccia da diavolo
- Titolo originale: Resting Devil Face
- Diretto da: Bola Ogun
- Scritto da: Mira Z. Barnum, Joshua Duckworth e Ricardo Lopez Jr.

### Trama
Dio è intenzionato a godersi la compagnia dei figli e del nipotino Charlie, e decide di rimanere un po' sulla Terra; per non combinare pasticci si trasforma in mortale rinunciando temporaneamente ai suoi poteri e inizia a seguire Lucifer nel suo lavoro di consulente della polizia, creando al figlio non pochi imbarazzi. Chloe e Lucifer seguono intanto il caso dell'omicidio di un ex sportivo, che sembra essere morto in seguito a un affare di droghe legate al doping, ma in realtà ucciso da una donna chirurgo che usava le stesse sostanze stupefacenti per fermare il tremito alle mani. La donna aveva ucciso dei pazienti a causa della sua inadeguatezza e il ragazzo morto aveva scoperto il suo segreto. Maze, per vendicarsi del fatto che Dio le ha rifiutato un'anima, si prepara ad ucciderlo fintantoché è mortale, ma alla fine desiste; Dio, ritornato essere divino, la affronta pacificamente e le fa capire che lei non l'ha ucciso perché in fondo un'anima già ce l'ha. Lucifer e Amenadiel apprendono dal loro padre che da tempo ha dei problemi a gestire i suoi poteri e la sua responsabilità di Dio, il quale dice loro che sta meditando di ritirarsi.

## Daniel Espinoza nudo e crudo
- Titolo originale: Daniel Espinoza: Naked and Afraid
- Diretto da: Greg Beeman
- Scritto da: Mike Costa

### Trama
Daniel Espinoza viene mandato in Messico per l'estradizione di una prigioniera legata ad una gang ispano-americana e invischiata in affari con la mafia russa. Lì rivede un ex collega corrotto con cui faceva squadra quando anche lui si dava ad attività criminose protetto dal distintivo. Durante il viaggio in auto, in cui Dan ha accettato di trasportare un pacco misterioso per conto del suo amico, vengono aggrediti: lui rimane ferito, la ragazza scompare e il pacco pure. Per recuperare la scatola, inizia una rocambolesca avventura in cui si troverà a chiedere aiuto prima a Lucifer, poi ad Amenadiel e infine a Maze. Alla fine gli esponenti della mafia russa si ritroveranno ad affrontare la gang della ragazza in una sparatoria proprio al Lux, il locale di Lucifer, con Dan nel mezzo. Pur di salvare Dan, Maze si prende una pallottola al posto suo e muore tra le braccia di Espinoza: tutto si rivelerà un enorme scherzo messo in piedi da Lucifer, con tanto di attori e comparse per interpretare i malviventi, e tutto per vendicarsi del fatto che Dan aveva cercato di ucciderlo quando aveva scoperto che lui era il Diavolo in persona.

## Un po' di stalking innocente
- Titolo originale: A Little Harmless Stalking
- Diretto da: Richard Speight Jr.
- Scritto da: Julia Fontana e Jen Graham Imada

### Trama
Linda viene arrestata perché si autoaccusa di omicidio per salvare dal carcere Adriana, la figlia avuta a 17 anni e che aveva dato in adozione. Lucifer, Chloe e Maze si mettono sulle tracce di un tizio losco a cui Adriana doveva un sacco di soldi e che è implicato in un giro di opere d'arte rubate. Durante le indagini Maze rincontra Eve, anche lei diventata cacciatrice di taglie, e si alleano per cercare il vero assassino, poiché non credono che sia stata la ragazza. Eve rimane ferita durante una colluttazione, evento che la riavvicina a Maze. Si scopre che Adriana era in effetti implicata nel furto di opere d'arte: lei vende case e poteva dare dritte ai trafficanti sulle abitazioni che prendeva in carico; era rimasta invischiata nel giro perché sua madre (adottiva) è gravemente malata e la figlia non aveva sufficienti soldi per farla curare. Linda, Chloe e Lucifer scoprono che è stata incastrata per omicidio dal suo ragazzo, anch'egli immischiato nel giro di quadri rubati. Amenadiel è preoccupato perché Dio vuole andare in pensione e sta meditando di prendere il suo posto, ma non vuole abbandonare il figlio e Linda, al che Lucifer gli dice che sarà lui a diventare il nuovo Dio. Adriana, cadute tutte le accuse, va da Linda e le dice che sa che la donna è la sua vera mamma: madre e figlia finalmente si possono abbracciare senza segreti.

## Nulla è per sempre
- Titolo originale: Nothing Lasts Forever
- Diretto da: Lisa Demaine
- Scritto da: Chris Rafferty

### Trama
La curatrice di un acquario viene trovata morta nella vasca degli squali: apparentemente è stata sbranata, ma Ella scopre che era morta ancora prima di finire in acqua. Chloe e Lucifer indagando scoprono che la donna vendeva sotto banco pesci in via di estinzione che venivano cucinati illegalmente in un ristorante molto esclusivo; arrivano a capire che è stata uccisa dalla direttrice dell'acquario, sconvolta dal fatto che la curatrice vendeva alcuni pesci rari per sanare i conti in rosso dell'acquario. Lucifer e gli altri angeli stanno aspettando che Dio si pronunci su chi sarà il Suo successore: tutti sperano che sia Amenadiel, ma lui non vuole l'incarico, al contrario di Lucifer. Maze è in crisi perché ora che ha un'anima, sa che sarà destinata all'Inferno per le cose che ha fatto nella sua vita di demone; per salvarsi chiede a Lucifer di prendere il suo posto come sovrana dell'Inferno. Lucifer e Amenadiel scoprono che a Dio era entrata in testa l'idea di stare perdendo i suoi poteri perché era stato Michael, usando il suo potere di alimentare le paure, ad instillargli questa fissazione; Dio potrebbe tornare al suo posto, ma un incontro con la Dea, tornata momentaneamente dalla sua dimensione, lo convince ad andare con sua moglie nell'universo parallelo dove lei vive. Dio lascia quindi il Trono vacante, salutando Lucifer in un incontro commovente in cui dice al figlio ribelle che è fiero di lui e che gli ha sempre voluto bene. Dovranno decidere gli angeli chi sarà il successore, ma si sta preparando una guerra civile celeste: Michael sta raccogliendo seguaci ed è rientrato in possesso della spada di Azrael, l'unica in grado di uccidere un angelo.

## Ma è così che andrà a finire?
- Titolo originale: Is This Really How It's Going To End?!
- Diretto da: Ildy Modrovich
- Scritto da: Jason Ning

### Trama
Chloe indaga su un nuovo omicidio: viene trovato il complice di una finta medium; insieme facevano soldi rubando oggetti appartenute persone morte, inscenando poi il loro ritrovamento dietro compenso delle famiglie del defunto. Chloe inoltre vuole supportare Lucifer nel suo futuro ruolo di nuovo Dio e dà le dimissioni dall'LAPD, mentre Amenadiel (che ha deciso di restare sulla Terra) decide di tentare di arruolarsi nella polizia. Intanto Lucifer sta cercando consensi tra i suoi fratelli angeli per farsi eleggere al Trono al posto di Michael. Durante le indagini Dan viene rapito e torturato affinché dia informazioni su una persona su cui sta indagando anche Chloe: si chiama TJ, che in uno scontro con Lucifer rivela avere una forza sovraumana. Dan riesce a liberarsi, ma uno dei rapitori gli spara uccidendolo. Amenadiel scopre che la forza sovraumana di TJ deriva da un medaglione che Amenadiel aveva sepolto insieme a un giovane ragazzo umano che lui aveva cercato di proteggere da dei delinquenti, medaglione che è stato rubato dal complice della medium, mentre Lucifer capisce che Gabriel, un angelo suo fratello, ha consegnato la spada di Azrael a Michael: tutto fa capire che quest'ultimo si sta preparando a fare una guerra per conquistare il potere. Chloe si sente in colpa per la morte dell'ex marito perché l'indagine era la sua, e aveva mandato Dan da solo a indagare senza protezione. Amenadiel dice a Lucifer che ha cercato Dan in Paradiso, ma che non l'ha trovato; Maze e Lucifer trovano gli assassini di Dan con tutta la loro banda, e ne fanno una strage per vendicarlo. Lucifer, accecato dal dolore per la perdita dell'amico, dichiara che lui non vuole più essere Dio, ma che deve diventarlo per rimediare alle ingiustizie, dichiarando di fatto guerra a Michael.

## Il lieto fine... o no?
- Titolo originale: A Chance at a Happy Ending
- Diretto da: Karen Gaviola
- Scritto da: Joe Henderson e Ildy Modrovich

### Trama
Michael dice a Lucifer di aver fatto in modo che Dan morisse, in modo che Chloe finisca all'inferno a causa dei sensi di colpa: in tal modo Lucifer, pur di stare con lei, sarebbe costretto a tornare agli inferi. Inoltre Michael uccide Rheniel, una sorella degli angeli e alleata di Lucifer. Gli angeli si riuniscono per votare il nuovo Dio, e viene fuori che tutti, pur non volendo Lucifer, non vogliono nemmeno Michael; nonostante ciò, Michael si proclama Dio, ma non acquisisce i poteri; al che Lucifer sfida a duello Michael, che è in possesso della Spada Fiammeggiante. Durante la lotta Michael uccide Chloe, che in punto di morte si rende conto di non essere responsabile per la morte di Dan e quindi va in Paradiso. Lucifer, protetto dall'anello dell'immortalità di Lilith la raggiunge e le fa dono dell'anello resuscitandola e al contempo sacrificandosi perché lui dal Paradiso è stato bandito e non poteva più tornarci, pena la morte. Chloe torna sulla Terra e combatte Michael accecata dalla rabbia per la morte del suo innamorato, che però ritorna integro dal Paradiso perché graziato per via del fatto che era disposto a morire per un'altra persona. Anziché uccidere Michael, Lucifer gli taglia le ali affinché possa avere una seconda possibilità di comportarsi bene, come essere umano; gli altri angeli a questo punto si inginocchiano davanti a Lucifer, riconoscendolo all'unanimità come nuovo Dio.